# Roboto

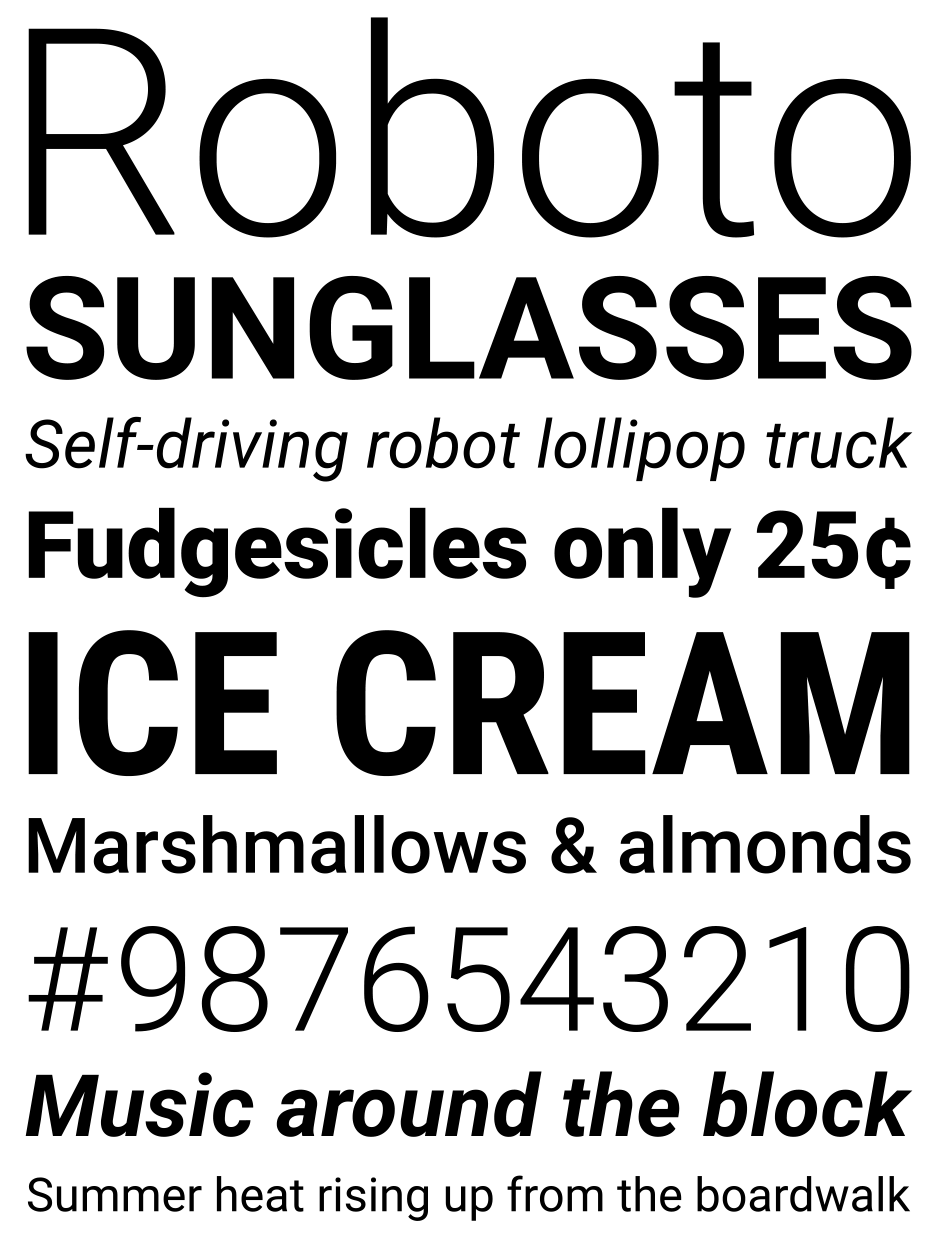
Roboto. Образец

Roboto (Робо́то) — шрифтовая гарнитура без засечек, которая была спроектирована американской корпорацией Google, а затем представлена вместе с ОС Android 4.0 Ice Cream Sandwich в качестве системного шрифта вышеназванной мобильной ОС. Roboto распространяется на условиях, предусмотренных лицензией Apache. Начиная с 12 января 2012 года семейство шрифтов доступно для бесплатной загрузки с веб-страницы Android Design, ныне на этом сайте шрифт не доступен. Гарнитура включает в себя прямое и наклонное начертания для шрифтов различных насыщенностей: сверхтонкое, тонкое, обычное, среднее, полужирное, очень жирное. Также доступны уплотнённые начертания. Дизайнером гарнитуры выступил Кристиан Робертсон, который ранее выпустил разреженную вариацию Ubuntu Titling через свою личную словолитню Betatype.

## Языковой охват
Roboto поддерживает латинские, греческие (частично) и кириллические символы.

ОС Android использует Noto для отображения текста на языках, которые не поддерживаются Roboto, включая китайский (упрощенный и традиционный), японский, корейский, тайский и хинди.

Roboto, релиз от 2013 года, вид до редизайна для Android 5

## Редизайн
25 июня 2014 года Матиас Дуарте объявил на Google I/O, что Roboto была значительно переработана для Android 5.0 Lollipop. Изменения по сравнению с предыдущей версией наиболее заметны в лат. B, R, D, P, O, E, G, K, 1, 5, 6, 7, 9 и в знаках препинания.

## Использование
- Помимо того, что гарнитура используется по умолчанию в операционной системе Android, начиная с 2013 года она также по умолчанию используется в других сервисах от Google, таких как Google+, Play Маркет, YouTube, Карты Google[12], Google Картинки, а также в мобильном поиске Google.
- Roboto Bold является шрифтом по умолчанию в приложениях игрового движка Unreal Engine 4 и медиаплеера Kodi[13].
- Roboto Condensed используется на европейских версиях упаковки для Nintendo Switch.

## Вариации гарнитуры

### Roboto Slab
Roboto Slab — брусковая шрифтовая гарнитура, которая была представлена в марте 2013 года; планировалось, что Roboto Slab будет использоваться по умолчанию облачным приложением для заметок Google Keep, однако начиная с 2018 года приложение использует Roboto в качестве семейства шрифтов по умолчанию. Сначала в состав гарнитуры было включено 4 начертания: сверхтонкое, тонкое, обычное и полужирное, однако в ноябре 2019 года семейство шрифтов было приведено в соответствие с требованиями современности, в результате чего были добавлены 5 дополнительных начертаний: очень тонкое, среднее, плотное, жирное и очень жирное. Также были изменены глифы некоторых лат. (R, K, k, g, C, S и др.), за счёт чего Roboto Slab стала напоминать Roboto и походить на многие антиквы.

### Roboto Mono
Roboto Mono — моноширинная шрифтовая гарнитура, в основе которой лежит Roboto. Всего доступно 7 начертаний: сверхтонкое, очень тонкое, тонкое, обычное, среднее, плотное и полужирное; также имеются наклонные начертания.

### Heebo
Heebo — вариация Roboto, которая включает в себя символы иврита.

### Roboto Serif
16 февраля 2022 года Google представила Roboto Serif — вариативную гарнитуру с засечками. На момент анонса имеет в составе только латиницу с широким набором лигатур и видов цифр. Как и Literata, предназначена для высокой удобочитаемости как в печатном виде, так и с экранов с различной плотностью пикселей. Может использоваться для инфографики и элементов меню приложений. Вариативная версия содержит четыре переменные оси: шесть оптических размеров (от мелкого до постерного), девять вариантов насыщенности (Thin, ExtraLight, Light, Regular, Medium, Bold, ExtraBold и Black), изменение ширины, а также курсивные начертания.

## Реакция
Сама Google описывает гарнитуру как «современную, но доступную» и «волнующую», однако на момент релиза Roboto получила смешанные отзывы. Джошуа Топольски, главный редактор СМИ The Verge, описывает гарнитуру как «аккуратную и современную, но не слишком футуристическую — не гарнитура из научной фантастики». Однако Стивен Коулз из Typographica описал первую версию Roboto как «смесь» разных типографических стилей, которые плохо сочетаются друг с другом. Другие профессионалы в области шрифтового дизайна выделяли очевидные ошибки в акцентированных глифах, в то время как Джон Грубер назвал Roboto «плагиатом Гельветики».

Roboto Mono. Образец